# Torrecillas de la Tiesa
Torrecillas de la Tiesa là một đô thị trong tỉnh Cáceres, Extremadura, Tây Ban Nha. Theo điều tra dân số 2006 (INE), đô thị này có dân số là 1172 người.

## Biến động dân số
| Dân số từ năm 1991 đến năm 2006 | Dân số từ năm 1991 đến năm 2006 | Dân số từ năm 1991 đến năm 2006 | Dân số từ năm 1991 đến năm 2006 | Dân số từ năm 1991 đến năm 2006 | Dân số từ năm 1991 đến năm 2006 |
| ------------------------------- | ------------------------------- | ------------------------------- | ------------------------------- | ------------------------------- | ------------------------------- |
| 2006                            | 2005                            | 2004                            | 2001                            | 1996                            | 1991                            |
| 1.172                           | 1.163                           | 1.156                           | 1.190                           | 1.278                           | 1.303                           |